# Sinsheimer Straße 1 (Elsenz)

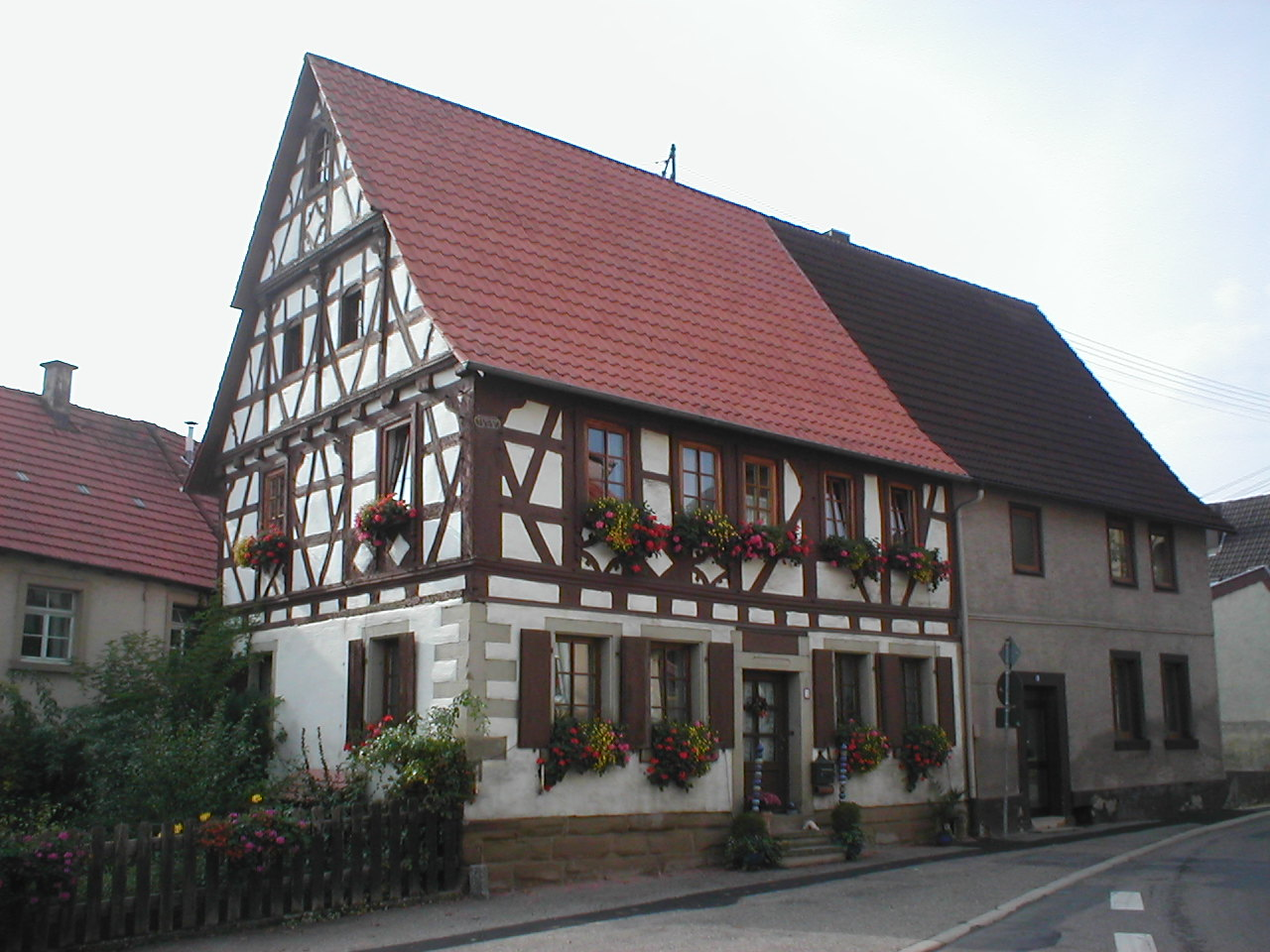
Fachwerkhaus Sinsheimer Straße 1 in Elsenz

Das Fachwerkhaus Sinsheimer Straße 1 in Elsenz, einem Ortsteil der Stadt Eppingen im Landkreis Heilbronn im nördlichen Baden-Württemberg, wurde 1708 errichtet. Das Gebäude ist ein geschütztes Baudenkmal.

## Beschreibung
Das Haus steht traufseitig zur Straße und besteht aus dem gemauerten Erdgeschoss, einem Fachwerkstock und zwei Dachstöcken. Der Rähmbau aus dem Jahr 1708 wurde 1851 massiv erneuert. Eine Inschrift über dem Eingang lautet: „18 Jacob Neff 51“. An der Giebelseite führt von außen eine Treppe in den gewölbten Keller.
Das Haus mit einem Grundriss in drei Querstreifen kragt mit seinen Dachstöcken am Giebel vor. Der Kehlbalkendachstuhl deckt das Haus. Am ungewöhnlich mächtigen Straßeneckständer ist die Inschrift „H.W.H. 1708“ eingeschnitzt. An Zierformen finden wir Rauten in Negativform, kurze Bänder mit Nasen und profilierte Gesimse.